# First Contact - Episode 0
Pour plus de détails, voir Fiche technique et Distribution.
First Contact-Episode 0 (ルパン三世 EPISODE:0 ファーストコンタクト - Rupan Sansei : Episode 0-First Contact) est un téléfilm d'animation japonais réalisé par Minoru Ohara, diffusé en 2002.

## Synopsis
Jigen raconte à une journaliste sa rencontre avec Lupin (Edgar), au temps ou il travaillait pour un parrain de la mafia...

## Fiche technique
- Titre : First Contact-Episode 0
- Titre original : ルパン三世 EPISODE:0 ファーストコンタクト - Rupan Sansei : Episode 0-First Contanct
- Réalisation : Minoru Ohara
- Scénario : Shōji Yonemura d'après les personnages de Monkey Punch
- Direction de l'animation :
- Direction artistique :
- Direction de la photographie :
- Production :
- Production exécutive :
- Société de production : Nippon Television Network Corporation et TMS Entertainment
- Musique : Yuji Ohno
- Pays d'origine : Japon
- Langue : japonais
- Genre : Policier
- Durée : 90 minutes
- Première date de diffusion :  26 juillet 2002

## Distribution

### Voix originales
- Kan'ichi Kurita : Lupin III
- Kiyoshi Kobayashi : Daisuke Jigen
- Eiko Masuyama : Fujiko Mine
- Makio Inoue : Goemon
- Gorō Naya : Inspecteur Zenigata
- Romi Park : La journaliste
- Shūichirō Moriyama : Garvez
- Shunsuke Sakuya : Shade
- Tamio Ōki : Hans Delahyde
- Ichirō Nagai : George McFly
- Masaru Ikeda : Commissaire Crawford
- Jūrōta Kosugi : Brad

### Voix françaises
- Philippe Ogouz : Edgar de la Cambriole
- Philippe Peythieu : Daisuke Jigen, Hans Delahyde
- Catherine Lafond : Magali Mine
- Jean Barney : Goemon, George McFly
- Patrick Messe : Inspecteur Lacogne
- Agnès Gribe : La journaliste
- Roland Timsit : Brad, Commissaire Crawford
- Edgar Givry : Garvez
- Fabrice Josso : Shade

Source : Planète jeunesse

## DVD
- Le film a été édité par IDP en 2005.

## Autour du film
- C'est le 14e téléfilm de Lupin III.